# Conto
Conto is een bestuurslaag in het regentschap Wonogiri van de provincie Midden-Java, Indonesië. Conto telt 2629 inwoners (volkstelling 2010).